# Sokol (Krkonoše)
Sokol je horské sedlo v České republice ležící v pohoří Krkonoše.

## Poloha

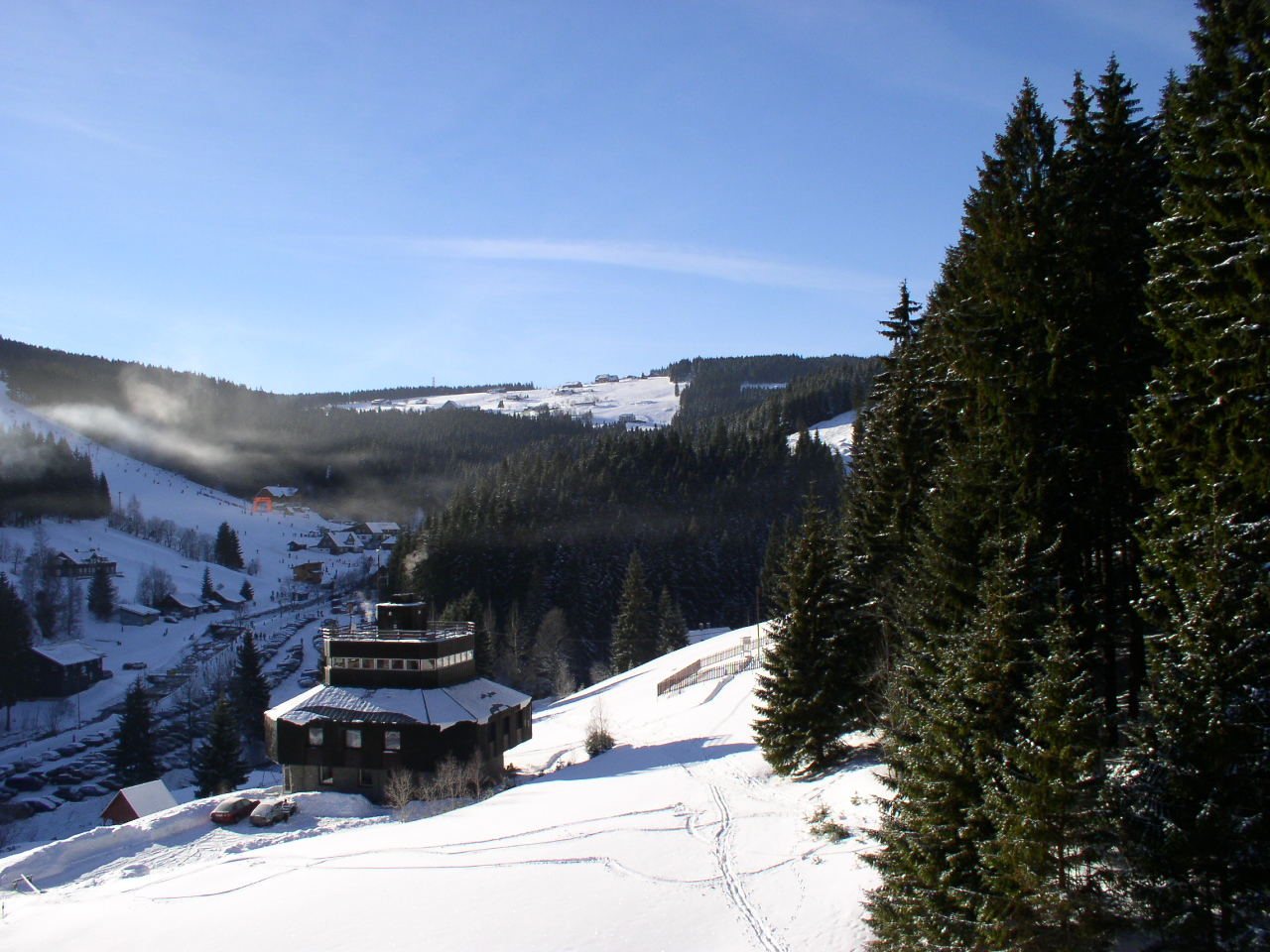
Sokol z Pece pod Sněžkou

Sedlo Sokol se nachází ve východních Krkonoších asi 3 km jižně od Pece pod Sněžkou ve směru na Černý Důl. Jeho nadmořská výška je 1084 metrů a leží mezi Liščí horou a Slatinnou strání. Severozápadním směrem k Liščí hoře se terén nejprve zvedá velmi pozvolna a tvoří tak krátký hřebínek. Na místě styku s tělem hory se svah stává prudkým. Jihovýchodním směrem je zpočátku stoupání rovněž pozvolné, posléze v prostoru Lučin nepříliš prudké až k vrcholu Slatinné stráně. Severovýchodním směrem terén ze sedla padá velmi prudce k Peci pod Sněžkou do údolí Lučního potoka, jihovýchodním pozvolněji do prostoru Hrnčířských bud, odkud padá prudce do údolí Čisté a Stříbrného potoka. Sedlo Sokol se nachází na hranici Krkonošského národního parku a jeho ochranného pásma obklopujícího zástavbu Pece pod Sněžkou.

## Vegetace
Vrcholová partie sedla je porostlá lesem s převahou smrčin. Severovýchodní svah je porostlý horskou loukou, na jihozápadním je souvislé zalesnění přerušeno lučními enklávami v okolí Hrnčířských bud a Lesní boudy.

## Komunikace a turistické trasy
Přes Sokol nevede kvalitní komunikace, cesty jsou zde sjízdné spíše jen pro terénní automobily. Přímo v sedle se nachází rozcestí turistických tras. Křižuje se zde po hřebenu vedoucí zeleně značená trasa KČT 4208 z Velké Úpy a Lučin na Dvorskou boudu se skrz sedlo vedoucí modře značenou trasou 1812 Pec pod Sněžkou - Hrnčířské boudy - Černý Důl.

## Stavby
Přímo v sedle se nachází radiokomunikační převáděč.
Pod úrovní zemského povrchu vede přes sedlo Sokol plynovod z Černého Dolu do Pece pod Sněžkou. Jeho trasa je v terénu zřejmá. Přichází od severozápadu souběžně se zelenou turistickou značkou a lomí se zde k východu a pokračuje souběžně s modrou turistickou značkou.
V sedle je ze severovýchodní pecké strany zakončeno několik lyžařských vleků, z nichž nejvýznamnější je vlek obsluhující sjezdovku Zahrádky. Jeho horní stanice je od nejnižšího bodu sedla vzdálená asi půl kilometru.